# Шамшур Анатолій Іванович
Анатолій Іванович Шамшур (Шемшур) (1924 — 4 жовтня 1943) — радянський військовик часів Другої світової війни, командир мінометного взводу 184-го гвардійського стрілецького полку 62-ї гвардійської стрілецької дивізії 37-ї армії, гвардії старший сержант. Герой Радянського Союзу (1944, посмертно).

## Життєпис
Народився в селищі Часів Яр (нині — місто в Бахмутському районі Донецької області) в селянській родині. Українець. Здобув неповну середню освіту.
З початком німецько-радянської війни був евакуйований на Урал.
До лав РСЧА призваний Сухоложським РВК Свердловської області у квітні 1942 року. Воював на Степовому фронті.
Особливо командир мінометного взводу 4-ї стрілецької роти 184-го гвардійського стрілецького полку 62-ї гвардійської стрілецької дивізії гвардії старший сержант А. І. Шамшур відзначився під час битви за Дніпро.
24 вересня 1943 року стрілецькі підрозділи форсували річку Дніпро і захопили плацдарм на правомі березі в районі села Мишурин Ріг. Супротивник, при підтримці артилерії і танків, запекло контратакував, село неодноразово переходило з рук в руки. 29 вересня взвод під командуванням гвардії старшого сержанта А. І. Шамшура своїм вогнем успішно підтримував наступ стрілецької роти. Сам А. І. Шамшур першим увірвався в Мишурин Ріг і в рукопашній сутичці особисто знищив двох ворожих офіцерів.
4 жовтня під час відбиття контратаки переважаючих сил супротивника південно-західніше села Мишурин Ріг підняв бійців у рукопашну сутичку і знищив 8 ворожих солдатів. Загинув у цьому бою.
Похований у братній могилі в центрі села Мишурин Ріг Верхньодніпровського району Дніпропетровської області.

## Нагороди
Указом Президії Верховної Ради СРСР від 22 лютого 1944 року «за зразкове виконання бойових завдань командування при форсуванні річки Дніпро, розвиток бойових успіхів на правому березі річки та виявлені при цьому відвагу і героїзм» гвардії старшому сержантові Шамшурі Анатолію Івановичу присвоєне звання Героя Радянського Союзу (посмертно).